# 2020 en musique
| \| • Retour à la chronologie générale de la musique populaire • \| |
| XXIe siècle • XXe siècle • XIXe siècle • XVIIIe siècle XVIIe siècle • XVIe siècle • XVe siècle • XIVe siècle XIIIe siècle • XIIe siècle • XIe siècle • Xe siècle IXe siècle • VIIIe siècle • Haut Moyen Âge • Rome • Grèce |
| • Retour à la chronologie générale de la musique populaire • |

| • Retour à la chronologie générale de la musique populaire • |

| Années de la musique populaire : 2017 - 2018 - 2019 - 2020 - 2021 - 2022 - 2023    |
| Décennies de la musique populaire : 1990 - 2000 - 2010 - 2020 - 2030 - 2040 - 2050 |

Cet article présente les faits marquants de l'année 2020 en musique.

## Faits marquants

### En France
- 19 millions d'albums sont vendus en France en 2020[1].

- Décès de Graeme Allwright, Anne Sylvestre, Christophe, Annie Cordy, Juliette Gréco et Rika Zaraï.

### Dans le monde
- Décès de Manu Dibango, Little Richard, Bill Withers, Mory Kanté et Pop Smoke.

- La pandémie de Covid-19 cause l'annulation d'un très grand nombre d'événements. Certains artistes lancent des initiatives, comme des concerts en ligne sur les réseaux sociaux.
  - 18 avril : le concert de charité One World: Together at Home réunit à distance plusieurs artistes à l'initiative de Lady Gaga pour lutter contre la Covid-19 et soutenir le personnel soignant. 127 millions de dollars sont récoltés[2].
  - 16 mai : l'émission Eurovision: Europe Shine a Light est diffusée en remplacement du Concours Eurovision de la chanson 2020.

## Disques sortis en 2020
- Albums sortis en 2020
- Singles sortis en 2020

## Succès de l'année en France (singles)

### Chansons classées Numéro 1

#### No1des ventes
Cette liste présente, par ordre chronologique, tous les titres s'étant classés à la première place des ventes durant l'année 2020.
- The Weeknd : Blinding Lights
- BTS & Sia : On
- Lady Gaga : Stupid Love
- Calogero : On fait comme si
- Florent Pagny, Pascal Obispo & Marc Lavoine : Pour les gens du secours
- Et demain? le collectif : Et demain?
- Christophe : Les mots bleus
- The Rolling Stones : Living in a Ghost Town
- Idir : A Vava Inouva
- Ariana Grande & Justin Bieber : Stuck with U
- Indochine : Nos célébrations
- Kendji Girac : Habibi
- Grand Corps Malade & Camille Lellouche : Mais je t'aime
- Master KG : Jerusalema
- BTS : Dynamite
- Johnny Hallyday : Deux sortes d'hommes
- BTS : Life goes on
- Mylène Farmer : L'Âme dans l'eau

#### No1du Top mégafusion (streaming + ventes)
Cette liste présente, par ordre chronologique, tous les titres s'étant classés à la première place du Top mégafusion (streaming + ventes) durant l'année 2020.
- Gradur feat. Heuss l'Enfoiré : Ne reviens pas
- Gambi feat. Heuss l'Enfoiré : Dans l'espace
- The Weeknd : Blinding Lights
- Naps feat. Ninho : 6.3
- Ninho : Lettre à une femme
- Booba feat. Zed : Jauné
- Hatik : Angela
- Bosh : Djomb
- Dadju feat. Ninho : Grand bain
- Aya Nakamura : Jolie Nana
- Jul feat. SCH, Kofs, Naps, Soso Maness, Elams, Solda et Houari : Bande organisée
- Booba : 5G
- Aya Nakamura feat. Stormzy : Plus jamais
- Zola feat. SCH : 9 1 1 3
- Dinos feat. Nekfeu : Moins un
- Dua Lipa feat. Angèle : Fever
- Jul feat. SCH : Mother Fuck

### Chansons francophones
Cette liste présente, par ordre alphabétique, tous les titres francophones s'étant classés plus d'une semaine parmi les 15 premières places du Top 50 durant l'année 2020.
- Angèle : Oui ou non
- Angèle & Dua Lipa : Fever
- Aya Nakamura : Jolie Nana
- Benjamin Biolay : Comment est ta peine?
- Bosh : Djomb
- Calogero : On fait comme si
- Camélia Jordana : Facile
- Christophe : Les mots bleus
- Christophe : Les paradis perdus
- Et demain? le collectif : Et demain?
- Gims : Jusqu'ici tout va bien
- Gradur & Heuss l'Enfoiré : Ne reviens pas
- Grand Corps Malade & Camille Lellouche : Mais je t'aime
- Grand Corps Malade : Mesdames
- Hatik : Angela
- Heuss l'Enfoiré : Moulaga
- Indochine : Nos célébrations
- Indochine & Chris : 3sex
- Johnny Hallyday : Deux sortes d'hommes
- Jul : Bande organisée
- Julien Doré : La Fièvre
- Julien Doré : Nous
- Keen'V : Tahiti
- Kendji Girac : Habibi
- Kendji Girac & Gims : Dernier métro
- Les Enfoirés : À côté de toi
- Louane : Donne-moi ton cœur
- M. Pokora : Tombé
- Mylène Farmer : L'Âme dans l'eau
- Naza : Joli bébé
- Ninho : Lettre à une femme
- Patrick Fiori & Florent Pagny : J'y vais
- Soolking & Dadju : Meleğim
- Soprano : Le coach
- Soprano : À nos héros du quotidien
- Tayc : N'y pense plus
- Vianney : Beau-papa
- Vitaa & Slimane : Ça va ça vient
- Vitaa & Slimane : Avant toi

### Chansons non francophones
Cette liste présente, par ordre alphabétique, tous les titres non francophones s'étant classés plus d'une semaine parmi les 10 premières places du Top 50 durant l'année 2020.
- 6ix9ine : Gooba
- Ariana Grande & Justin Bieber : Stuck with U
- Ava Max : Kings & Queens
- Billie Eilish : Bad Guy
- Billie Eilish : No Time to Die
- The Black Eyed Peas : Ritmo
- The Black Eyed Peas : Mamacita
- BTS : Dynamite
- David Guetta : Let's Love
- Doja Cat : Say So
- Dua Lipa : Don't Start Now
- Jawsh 685 & Jason Derulo : Savage Love (Laxed – Siren Beat)
- Karol G & Nicki Minaj : Tusa
- Lady Gaga & Ariana Grande : Rain on Me
- Mariah Carey : All I Want for Christmas Is You
- Major Lazer : Que calor
- Maroon 5  : Memories
- Master KG : Jerusalema
- Nea : Some Say
- Ofenbach : Head Shoulders Knees & Toes
- Purple Disco Machine : Hypnotized
- Regard : Ride It
- Robin Schulz & Wes : Alane
- Ryan Paris : Dolce Vita
- Saint Jhn : Roses
- Surf Mesa : ILY (I Love You Baby)
- The Rolling Stones : Living in a Ghost Town
- The Weeknd : Blinding Lights
- The Weeknd : In Your Eyes
- Tones and I : Dance Monkey
- Topic & A7s : Breaking Me
- U2 : One
- Young T & Bugsey : Don't Rush
- Zoe Wees : Control

## Succès de l'année en France (albums)
Cette liste présente, par ordre alphabétique, les albums sortis en 2020 ayant obtenu une certification Platine ou Diamant en France.

### Disques de diamant (plus de500 000ventes)
- Damso : QALF
- Dua Lipa : Future Nostalgia
- Grand Corps Malade : Mesdames
- Maes : Les Derniers Salopards
- Ninho : M.I.L.S 3.0
- PLK : Enna
- Tayc : Fleur froide
- The Weeknd : After Hours

### Triples disques de platine (plus de300 000ventes)
- Jul : La Machine
- Julien Doré : Aimée
- Kendji Girac : Mi vida
- Pop Smoke : Shoot For The Stars Air For The Moon
- Vianney : N'attendons pas

### Doubles disques de platine (plus de200 000ventes)
- 13'Organisé
- AC/DC : Power Up
- Amir : Ressources
- Aya Nakamura : Aya
- Calogero : Centre ville
- Claudio Capéo : Penso a te
- Dinos : Stamina, Memento
- Francis Cabrel : À l'aube revenant
- Freeze Corleone : LMF
- Gims : Le Fléau
- Indochine : Singles Collection
- Jul : Loin du monde
- Laylow : Trinity
- Les Enfoirés : Le Pari(s) des Enfoirés
- Timal : Caliente
- Zola : Survie

### Disques de platine (plus de100 000ventes)
- 1PLIKÉ140 : 1pliktoi
- 4Keus : Vie d'artiste
- Alpha Wann : Don Dada Mixtape Vol. 1
- Ariana Grande : Positions
- Ava Max : Heaven & Hell
- Ben Mazué : Paradis
- Benjamin Biolay : Grand Prix
- Black Eyed Peas : Translation
- Bosh : Synkinisi
- BTS : Map Of The Soul: 7
- DA Uzi : Architecte
- Eva : Feed
- Freeze Corleone : LMF
- Gambi : La vie est belle
- Imen Es : Nos vies
- Jean-Baptiste Guegan : Rester le même
- Johnny Hallyday : Son rêve américain
- Josman : Split
- Kaaris : 2.7.0
- Kaza : Heartbreak Life
- Koba LaD : Détail
- Lacrim : R.I.P.R.O. Volume IV
- Lady Gaga : Chromatica
- Landy : A-One
- Larry : Cité blanche
- Leto : 100 visages
- Louane : Joie de vivre
- Lynda : Papillon
- Mister V : MVP
- Mylène Farmer : Histoires de
- Naps : Carré VIP
- Naza : Gros bébé
- Népal : Adios Bahamas
- Niro : Sale môme
- Oboy : Mafana
- Patrick Fiori : Un air de famille
- Soolking : Vintage
- Taylor Swift : Folklore
- Thomas Dutronc : Frenchy
- Trois cafés gourmands : Comme des enfants
- Vincent Niclo : Esperanto
- Wejdene : 16

## Succès internationaux de l’année
Cette liste présente, par ordre alphabétique, les trente titres et albums ayant eu le plus de succès dans les charts internationaux en 2020,.

### Singles
- Arizona & Zeitia : Roxanne
- Billie Eilish  : Everything I Wanted
- BTS : Dynamite
- Cardi B & Megan Thee Stallion : WAP
- Chris Brown & Young Thug : Go Crazy
- DaBaby & Roddy Ricch : Rockstar
- Doja Cat & Nicki Minaj : Say So
- Drake : Toosie Slide
- Drake & Lil Durk : Laugh Now Cry Later
- Dua Lipa : Don't Start Now
- Dua Lipa : Break My Heart
- Future & Drake : Life is Good
- Harry Styles : Adore You
- Harry Styles : Watermelon Sugar
- Jack Harlow, DaBaby, Tory Lanez & Lil Wayne : Whats Poppin
- Jawsh 685 & Jason Derulo : Savage Love (Laxed – Siren Beat)
- JP Saxe & Julia Michaels : If The World Was Ending
- Justin Bieber & Quavo : Intentions
- Lewis Capaldi : Before You Go
- Lil Mosey : Blueberry Faygo
- Maren Morris : The Bones
- Maroon 5 : Memories
- Pop Smoke, Lil Baby & DaBaby : For The Night
- Post Malone : Circles
- Roddy Ricch : The Box
- Saint Jhn : Roses
- The Weeknd : Blinding Lights
- Tones and I : Dance Monkey
- Topic & A7s : Breaking Me
- Trevor Daniel : Falling

### Albums
- Bad Bunny : YHLQMDLG
- DaBaby : Blame It On Baby
- DaBaby : Kirk
- Doja Cat : Hot Pink
- Drake : Dark Lane Demo Tapes
- Dua Lipa : Future Nostalgia
- Eminem : Music to Be Murdered By
- Gunna : Wunna
- Halsey : Manic
- Harry Styles : Fine Line
- Jackboys : Jackboys
- Jhene Aiko : Chilombo
- Justin Bieber : Changes
- Juice WRLD : Goodbye & Good Riddance
- La Reine des neiges 2
- Lady Gaga : Chromatica
- Lewis Capaldi : Divinely Uninspired to a Hellish Extent
- Lil Baby : My Turn
- Lil Uzi Vert : Eternal Atake
- Luke Combs : What You See Is What You Get
- Morgan Wallen : If I Know Me
- Pop Smoke : Meet The Woo 2
- Post Malone : Hollywood's Bleeding
- Rod Wave : Pray 4 Love
- Rod Wave : Ghetto Gospel
- Roddy Ricch : Please Excuse Me for Being Antisocial
- Summer Walker : Over It
- Taylor Swift : Folklore
- Taylor Swift : Evermore
- The Weeknd : After Hours

## Récompenses
- États-Unis : 63e cérémonie des Grammy Awards
- États-Unis : American Music Awards 2020 (en)
- États-Unis : MTV Video Music Awards 2020
- États-Unis : Billboard Music Awards 2020 (en)
- Europe : Concours Eurovision de la chanson 2020
- France : 35e cérémonie des Victoires de la musique
- France : NRJ Music Awards 2020
- Québec : 42e gala des prix Félix
- Royaume-Uni : Brit Awards 2020

## Formations et séparations de groupes
- Groupe de musique formé en 2020
- Groupe musical séparé en 2020

## Décès

### Premier trimestre
- 7 janvier : Neil Peart, batteur du groupe de rock canadien Rush.
- 14 janvier : Steve Martin Caro (en), musicien américain, ancien leader vocal de The Left Banke.
- 18 janvier : David Olney, chanteur de folk américain.
- 25 janvier : Narciso Parigi, chanteur et acteur italien.
- 15 février : Ron Thompson (en), guitariste et chanteur de blues américain.
- 16 février : Graeme Allwright, chanteur et guitariste franco-néo-zélandais.
- 17 février : Henry Gray (en), pianiste et chanteur de blues américain.
- 19 février :
  - Hector, chanteur français des années 1960.
  - Pop Smoke, rappeur américain.
- 24 février : Jahn Teigen, chanteur norvégien, représentant de la Norvège à l'Eurovision en 1978, 1982 et 1983.
- 6 mars : McCoy Tyner, pianiste et compositeur de jazz américain.
- 9 mars : Eric Taylor (en), guitariste et chanteur américain.
- 14 mars :
  - Genesis P-Orridge, chanteuse et écrivaine britannique.
  - Phil Phillips, chanteur de pop swamp américain.
- 19 mars : Aurlus Mabélé, chanteur et compositeur congolais.
- 20 mars : Gino Volpe (it), chanteur italien. 
  - Kenny Rogers, chanteur de musique country américain.
- 24 mars :
  - Bill Rieflin, batteur américain.
  - Manu Dibango, saxophoniste et chanteur camerounais.
- 27 mars :
  - Bob Andy, chanteur et auteur-compositeur jamaïcain.
  - Delroy Washington (en), chanteur de reggae jamaïco-britannique.
- 28 mars : Jan Howard (en), chanteuse de musique country américaine.
- 29 mars :
  - Alan Merrill, chanteur américain, leader vocal du groupe The Arrows.
  - Joe Diffie, chanteur de country américain.
- 30 mars : Bill Withers, musicien, pionnier de la musique soul américain.
- 31 mars :
  - Rafael Berrio (es), chanteur et compositeur espagnol.
  - Wallace Roney, trompettiste et musicien de jazz américain.

### Deuxième trimestre
- 1er avril : Ellis Marsalis Jr., pianiste et musicien de jazz américain.
- 4 avril : Luis Eduardo Aute, chanteur, réalisateur de cinéma, sculpteur, écrivain, peintre et poète espagnol.
- 6 avril : Black the Ripper (en), rappeur britannique.
- 7 avril :
  - John Prine, chanteur de country folk américain.
  - Steve Farmer (en), guitariste, compositeur et parolier américain.
- 8 avril :
  - Carl Dobkins Jr. (en), chanteur américain.
  - Chynna Rogers (en), rappeuse américaine.
- 13 avril : Moraes Moreira (pt), musicien brésilien, ancien membre du groupe populaire Novos Baianos.
- 16 avril : Christophe, chanteur et auteur-compositeur français.
- 20 avril : Horacio Fontova (es), chanteur, compositeur, acteur, écrivain et dramaturge argentin.
- 21 avril : Florian Schneider, membre fondateur du groupe allemand Kraftwerk.
- 23 avril : Fred the Godson, rappeur américain.
- 28 avril : Bobby Lewis (en), chanteur américain.
- 30 avril :
  - Óscar Chávez : chanteur, compositeur et acteur mexicain.
  - Tony Allen, musicien nigérian.
- 2 mai :  Idir, chanteur kabyle.
- 5 mai : Millie Small, chanteuse et compositrice jamaïcaine, notamment connue pour son tube My Boy Lollipop.
- 6 mai : Brian Howe, chanteur de rock britannique.
- 7 mai : 
  - Andre Harrell, rappeur et entrepreneur américain.
  - Ty (en), rappeur britannique.
- 9 mai : Little Richard, pionnier du rock'n'roll.
- 11 mai :
  - Jean Nichol, chanteur et parolier canadien.
  - Moon Martin, chanteur américain.
- 15 mai :
  - Phil May, chanteur anglais, membre de The Pretty Things.
  - Sergio Denis (es), chanteur argentin.
- 17 mai : Lucky Peterson, guitariste, organiste et chanteur américain de blues.
- 22 mai : Mory Kanté, chanteur guinéen, notamment connu pour être l'auteur du tube Yéké yéké.
- 18 juin : Vera Lynn, chanteuse britannique.

### Troisième trimestre
- 25 juillet : Peter Green, guitariste et compositeur britannique, un des membres fondateurs du groupe Fleetwood Mac.
- 1er septembre : Erick Morillo, DJ et producteur américain.
- 4 septembre : Annie Cordy, chanteuse, meneuse de revue et actrice belge.
- 11 septembre : Toots Hibbert, chanteur de reggae et de ska.
- 23 septembre : Juliette Gréco, chanteuse française.

### Quatrième trimestre
- 6 octobre :
  - Bunny Lee, producteur jamaïcain[6].
  - Johnny Nash, chanteur et guitariste américain[7].
  - Eddie Van Halen, guitariste américano-néerlandais[8].
- 19 octobre : Spencer Davis, chanteur et guitariste britannique[9].
- 4 novembre : Ken Hensley, musicien britannique[10].
- 30 novembre : Anne Sylvestre, auteure-compositrice-interprète française[11].
- 7 décembre : Howard Wales, claviériste américain[12].
- 8 décembre : Harold Budd, compositeur américain[13].
- 12 décembre : Charley Pride, chanteur et musicien américain[14].
- 15 décembre : Albert Griffiths, chanteur de reggae jamaïcain[15].
- 16 décembre : Carl Mann, chanteur, pianiste et guitariste américain[16].
- 23 décembre : 
  - Leslie West, guitariste et chanteur américain[17].
  - Rika Zaraï, chanteuse franco-israélienne[18].
- 26 décembre : 
  - Tito Rojas, chanteur portoricain[19].
  - Claude Bolling, pianiste, chef d'orchestre, compositeur et arrangeur français[20]
- 30 décembre : Eugene Wright, contrebassiste de jazz américain[21].